# Ellie Darcey-Alden
Ellie Darcey-Alden est une actrice et danseuse britannique, née le 4 septembre 1999 à Yarton dans le comté de Oxfordshire en Angleterre. Elle est surtout connue pour avoir joué le rôle de Lily Evans enfant dans Harry Potter et les Reliques de la Mort, partie 2.

## Biographie
Ellie May Darcey-Alden naît dans un petit village de Oxfordshire nommé Yarton, en Angleterre, le 4 septembre 1999. Elle est la fille de Sarah Alden (née Darcey), une femme au foyer et de Philip Alden, un directeur de production. Elle a un frère cadet, Joseph (né le 18 février 2002), qui est également acteur et deux demi-frères et sœurs plus âgés, James Philip (né en septembre 1990) et Rebecca Charlotte Alden (née le 13 mai 1992), du premier mariage de son père.
Passionnée de dance et de théâtre, elle suit des cours de danse entre 2005 et 2011 au sein de la Edward Feild Primary School à Kidlington et de théâtre à la Stagecoach Theatre Arts (en). Après avoir déménagé avec sa famille, en 2013 à Los Angeles dans la ville de Rancho Palos Verdes, elle étudie l'année suivante au lycée Palos Verdes High School (en). Elle sort diplômée le 7 juin 2018.

## Vie privée
Elle est une grande fan du Quidditch moldu et a été initiée par les membres des cinq équipes nationales ayant participé aux IQA World Cup (en) de 2012.

## Filmographie

### Cinéma

#### Longs métrages
- 2011 : Harry Potter et les Reliques de la Mort, partie 2 de David Yates : Lily Evans enfant
- 2013 : Welcome to the Punch de Eran Creevy : une fille de 12 ans

#### Courts métrages
- 2012 : Pranks de Marios Chirtou : Katie
- 2014 : Sam & Isobel de Brendan Moles : Isobel

### Télévision

#### Séries télévisées
- 2008 : Tess of the D'Urbervilles (mini-série) : Modesty (1 épisode)
- 2009 : Robin des Bois : Mary (saison 3, épisode )
- 2009 : Holby City : Emma Walker (3 épisodes)
- 2012 : Doctor Who : Francesca "Franny" Latimer (rôle principal, saison 7, épisode La Dame de glace)
- 2013 : Borgia : Felice della Rovere (2 épisodes)
- 2019 : Remnants : Alice (rôle principal, 13 épisodes)

#### Téléfilms
- 2020 : 15 ans d'écart (Pool Boy Nightmare) de Rolfe Kanefsky : Becca